# Conceição do Mato Dentro
Conceição do Mato Dentro est une municipalité brésilienne de l'État du Minas Gerais et la microrégion de Conceição do Mato Dentro.

## Districts
Brejaúba, Conceição do Mato Dentro, Córregos, Costa Sena, Itacolomi, Ouro Fino do Mato Dentro, Santo Antônio do Cruzeiro, Santo Antônio do Norte, São Sebastião do Bonsucesso, Senhora do Socorro, Tabuleiro do Mato Dentro